# Len Browning
Leonard James "Len" Browning, född 30 mars 1928 i Doncaster, England, död  27 september 2008 i Leeds, var en engelsk professionell fotbollsspelare. 
Browning startade sin fotbollskarriär i Leeds United där han var en framgångsrik anfallsspelare mellan 1946 och 1951, spelade totalt 105 matcher och gjorde 46 mål, varav 97 ligamatcher och 43 ligamål. Han fortsatte karriären i Sheffield United mellan 1951 och 1954,  där han spelade över 65 ligamatcher och gjorde 25 ligamål.